# Tricyclea evanida
Tricyclea evanida är en tvåvingeart som beskrevs av Villeneuve 1922. Tricyclea evanida ingår i släktet Tricyclea och familjen spyflugor. Inga underarter finns listade i Catalogue of Life.